# Бештентякське нафтогазоконденсатне родовище
Бештентякське нафтогазоконденсатне родовище — розташоване в Таджикистані за 60 км від міста Душанбе. Відкрите в 1972 році.

## Характеристика
Входить в Сурхан-Вахшську нафтогазоносну область. Приурочене до вузької антиклінальної складки, ускладненої поздовжніми тектонічними порушеннями. Знаходиться в межах Кулябської мегасинкліналі у відкладах палеоцену. Поклади пластові склепінчасті, тектонічно екрановані. Глибина залягання — 1760 м. Ефективна потужність до 80 м. Колектор порово-тріщинний, вапняковий. Нафта містить сірки 0,7 %, парафіну 4,23 %. Густина 858 кг/м3. Склад газу (%): СН4 — 79,7;С2Н6+В — 17,2; СО2 — 1,5; N2 — 1,0.

## Технологія розробки
Спосіб експлуатації фонтанний.